# Generali Ladies Linz 2005 - Doppio
Il doppio del torneo di tennis Generali Ladies Linz 2005, facente parte del WTA Tour 2005, ha avuto come vincitrici Gisela Dulko e Květa Peschke che hanno battuto in finale Conchita Martínez e Virginia Ruano Pascual con il punteggio di 6–2, 6–3.

## Teste di serie
1. Cara Black /  Rennae Stubbs (quarti di finale)
2. Conchita Martínez /  Virginia Ruano Pascual (finale)

1. Elena Lichovceva /  Vera Zvonarëva (semifinali)
2. Daniela Hantuchová /  Ai Sugiyama (semifinali)

## Tabellone

### Legenda
| - Q = Qualificato - WC = Wild card - LL = Lucky loser | - ALT = Alternate - SE = Special Exempt - PR = Protected Ranking | - w/o = Walkover - r = Ritirato - d = Squalificato |